# Reticulina
Reticulina es un género de foraminífero bentónico considerado homónimo posterior de Reticulina Bassiouni, 1969 (en realidad de Carinocythereis (Reticulina) Bassiouni, 1969), y sustituido por Reticulina de la familia Loftusiidae, de la superfamilia Loftusioidea, del suborden Loftusiina y del orden Loftusiida. Su especie tipo es Reticulina reicheli. Su rango cronoestratigráfico abarca desde el Cenomaniense hasta el Maastrichtiense (Cretácico superior).

## Discusión
Clasificaciones previas incluían Reticulina en el suborden Textulariina del orden Textulariida o en el orden Lituolida.

## Clasificación
Reticulina incluía a la siguiente especie:
- Reticulina reicheli †